# Dust In Mind
DUST IN MIND est un groupe français de metal industriel et moderne, originaire de Strasbourg, fondé en 2013 par le musicien et producteur Damien Dausch. Le groupe se distingue par l'alternance de chants gutturaux et mélodiques, une esthétique visuelle forte et des clips originaux, notamment tournés sur des lieux emblématiques comme la Tour Eiffel. En 2025, le groupe opère un virage artistique avec le single My Way.

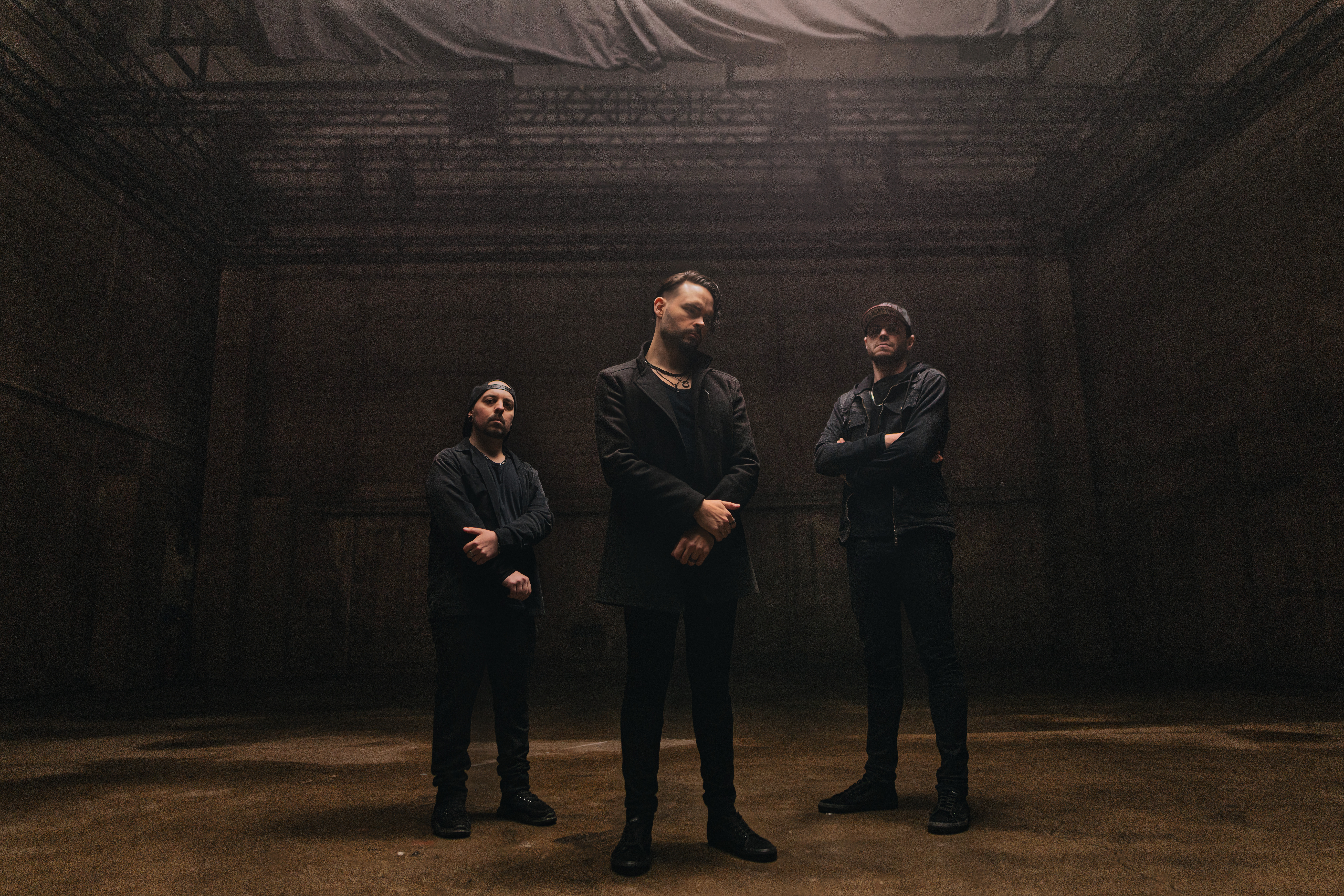
Photo officielle du groupe DUST IN MIND 2025

## Histoire

### Débuts (2013–2015)
Le projet Dust In Mind naît en 2013 de la collaboration entre Damien Dausch (ex-Absurdity) et la chanteuse Jennifer Gervais. Le duo publie un EP éponyme en 2013. En 2015, le groupe devient une formation scénique et sort son premier album studio, Never Look Back, chez le label allemand darkTunes Music Group.

### Reconnaissance et tournées (2016–2021)
En 2017, le groupe publie son deuxième album, Oblivion, suivi de From Ashes To Flames en 2018. Dust In Mind partage la scène avec des groupes tels que Pain, Arch Enemy, Soilwork et Jinjer.
En novembre 2019, le groupe enregistre un concert à l’Opéra national du Rhin, diffusé en 2020. L’album CTRL sort en 2021, avec des titres comme Synapses, tourné sur la Tour Eiffel, une première pour un groupe de metal.

### Nouveau départ et virage stylistique (2023–présent)
En août 2023, Jennifer Gervais quitte le groupe après dix ans. Elle est temporairement remplacée sur scène par Jenny Olyster, sans devenir membre officielle.
En avril 2025, Dust In Mind publie le single et clip My Way, marquant une évolution notable dans leur style musical, plus épuré et mélodique,,,. Le groupe est aujourd'hui recentré autour de trois membres.

## Style musical
Dust In Mind combine des éléments de metal industriel, de metal moderne, de rock alternatif et d’electro. Le groupe est influencé par des formations comme Korn, Architects ou encore Bad Omens. Leurs productions mêlent rythmiques lourdes, chants alternés et ambiances cinématographiques.

## Membres

### Membres actuels
- Damien Dausch – chant, guitare, production (depuis 2013)
- Xavier Guiot – basse (depuis 2016)
- Thomas Marasi – batterie (depuis 2019)

### Musiciens de session
- Jack Ruetsch – guitare (depuis 2023)

### Anciens membres notables
- Jennifer Gervais – chant (2013–2023)
- Jack Ruetsch – guitare (2013–2018)
- Yann Roy – guitare (2018–2020)

## Discographie

### Albums studio
- 2015 : Never Look Back
- 2017 : Oblivion
- 2018 : From Ashes To Flames
- 2021 : CTRL

### EPs
- 2013 : Dust In Mind

### Albums live
- 2020 : Live at the Opera

## Clips vidéo
| Year | Title                | Production    |
| ---- | -------------------- | ------------- |
| 2016 | Spreading Disease    | Psyrus Studio |
| 2017 | Get Out              | Psyrus Studio |
| 2017 | I'm Different        | Psyrus Studio |
| 2017 | Mrs Epilepsy         | Psyrus Studio |
| 2018 | Open Your Eyes       | Psyrus Studio |
| 2018 | This Is The End      | Psyrus Studio |
| 2018 | From Ashes To Flames | Psyrus Studio |
| 2019 | Another Dimension    | Psyrus Studio |
| 2019 | Live at the Opera    | Psyrus Studio |
| 2020 | A New World          | Psyrus Studio |
| 2020 | No Way Out           | Psyrus Studio |
| 2021 | Break                | Psyrus Studio |
| 2021 | Lost Control         | Psyrus Studio |
| 2021 | Take Me Away         | Psyrus Studio |
| 2021 | Synapses             | Psyrus Studio |
| 2021 | Empty                | Psyrus Studio |
| 2022 | Awake                | Psyrus Studio |
| 2025 | My Way               | Psyrus Studio |